# Főnix csillagkép
A Főnix (latin: Phoenix) egy csillagkép.

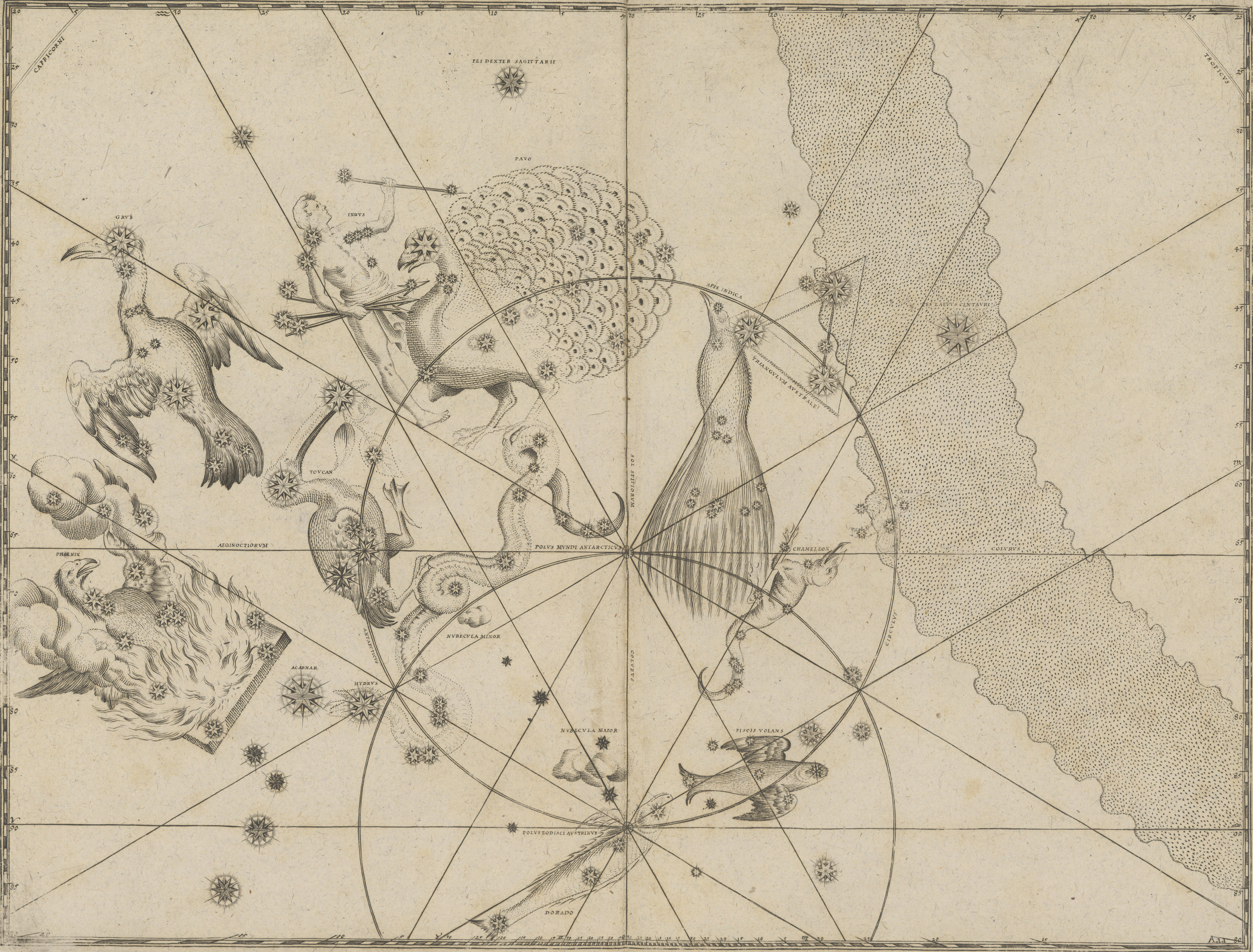
A Főnix csillagkép Johann Bayer Urometriájában

## Története, mitológia
A Főnix a legnagyobb azon 12 csillagkép közül, amelyeket Pieter Dirkszoon Keyser és Frederick de Houtman holland hajósok megfigyelése alapján vezettek be a 16. században, és Johann Bayer német jogász, csillagászati térképész közölt először az Uranometriában. Nevét az elődje hamvaiból minduntalan újjászülető mitikus madárról, a Főnixről kapta.

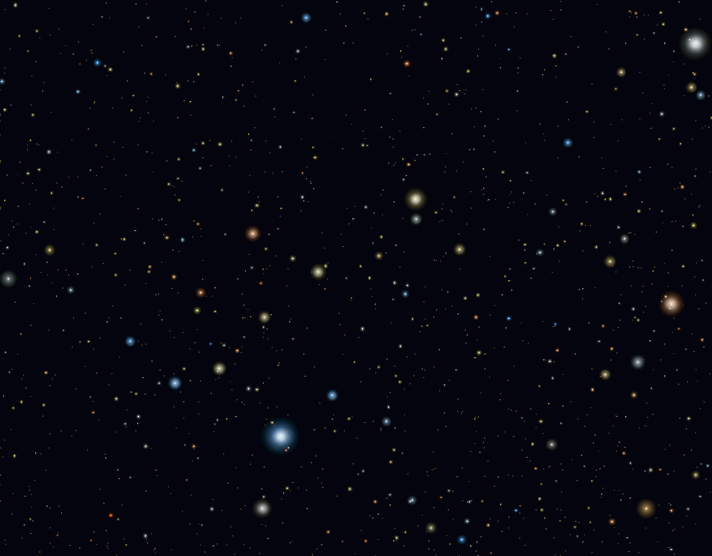
A Főnix csillagkép

### Csillagok
- α Phoenicis - arabul csónak: a Földtől 75 fényév távolságra lévő, 2m fényrendű, sárga színű csillag.
- β Phe: két negyedrendű komponensből álló kettőscsillag, a szétválasztásához legalább 100 mm nyílású távcső szükséges.
- ζ Phe: nemcsak kettős-, hanem változócsillag is egyben. A fő összetevő 40 órás periódusban 4m és 4m4 között változtatja a fényrendjét, a kísérője nyolcadrendű. A főcsillag egyben fedési kettős is, az észleléséhez már kisebb távcső is elegendő.

### Mélyég-objektumok
A csillagkép közel helyezkedik el a Galaktikus déli "sarkponthoz", így leginkább galaxisok, és távoli galaxishalmazok találhatóak a konstelláció területén. Ezen kívül néhány aszterizmus is fellelhető. Ezek közül a fényesebbek felsorolása következik:
NGC7764: irreguláris galaxis, fényessége 12.3 magnitúdó
NGC 7744: SB0 spirál, fényessége 11,3 mg
ESO 240-G011: Sb I spirálgalaxis, fényessége 13,1 mg
NGC7796: E2 elliptikus galaxis, fényessége 11,3 mg
DGC B150.05A: Sb spirálgalaxis, mely egy másik rendszerrel alkot párt. Fényessége 10 mg
ESO 298-G017: ismeretlen típus, nagy méretű, ám alacsony felületi fényességű. Fényereje 15,4 mg
Alessi J0150.5-5002: Aszterizmus a HD 11412 jelzésű közel 6 magnitúdós csillag környezetében. Kiterjedése 75 ívperc. Még nem bizonyított a csillagtársulás megléte!
Alessi J0120.9-4943: Aszterizmus a HIP 6333 jelű csillag körül. Mérete 35 ívperc.

## Fordítás
- Ez a szócikk részben vagy egészben  a    Phoenix (constellation) című angol Wikipédia-szócikk fordításán alapul.  Az eredeti cikk szerkesztőit annak laptörténete sorolja fel. Ez a jelzés csupán a megfogalmazás eredetét és a szerzői jogokat jelzi, nem szolgál a cikkben szereplő információk forrásmegjelöléseként.